# Palazzo Calderari
Il palazzo Calderari (o Calderara) è un palazzo nobiliare posto nel centro abitato di Turano Lodigiano.

## Storia
Il palazzo venne eretto alla fine del XVII secolo dalla famiglia Calderari, nuovi feudatari di Turano, sulle rovine di un antichissimo castello ormai diroccato risalente all'alto medioevo, posto in posizione strategica dominante le bassure dell'Adda.
La data di costruzione del palazzo non è nota, ma si può supporre che sia successiva al 1675 (data in cui i Calderari divennero feudatari di Turano) e precedente al 1682 (data riportata su un affresco in un salone interno).
Con l'estinzione dei feudi, il palazzo conobbe diversi proprietari; gli ultimi, i Pitoletti, lo lasciarono in eredità nel 1889 alle suore canossiane di Lodi, che lo adibirono ad usi educativi e caritativi.
Nel 1997, a causa del calo delle vocazioni, venne venduto a una società immobiliare che ne promosse il restauro, conclusosi nel 2007.

## Caratteristiche

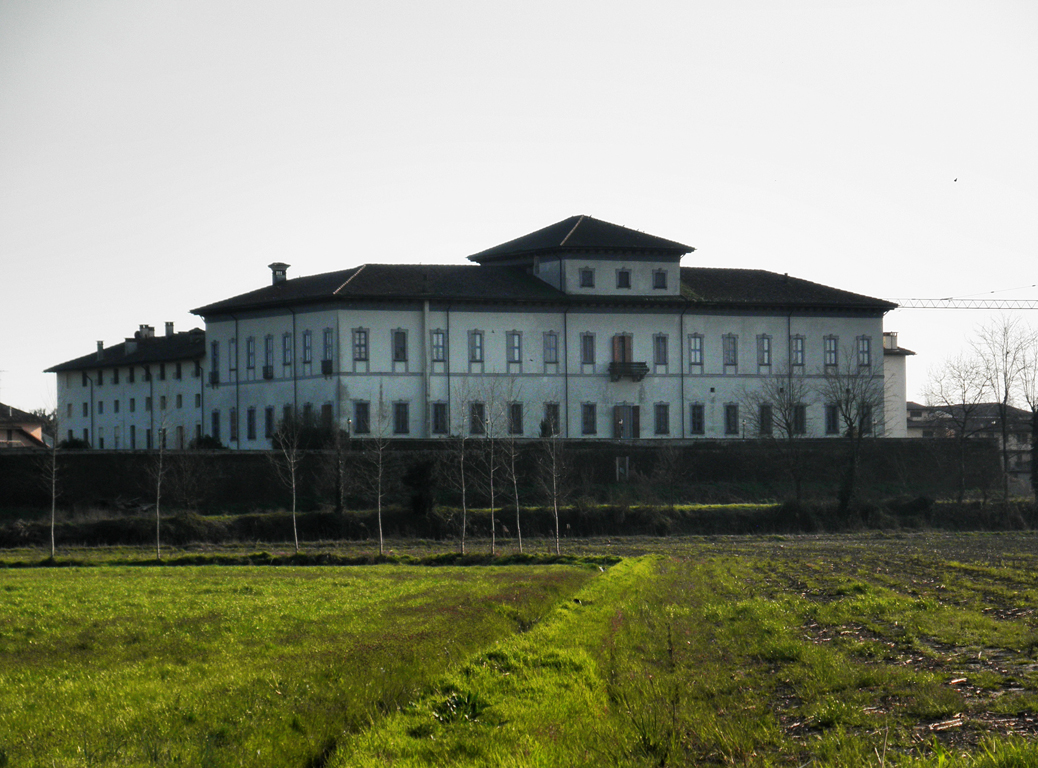
Il palazzo visto dalla campagna

Il palazzo è posto all'estremità settentrionale del paese, sull'orlo dell'antico terrazzo fluviale dell'Adda, in posizione dominante sulla campagna.
Si compone di due corpi di fabbrica, entrambi con pianta a «C» e giustapposti l'uno all'altro a formare un blocco quadrato con un cortile interno. Il corpo di fabbrica meridionale, rivolto verso il paese, contiene gli spazi di servizio, mentre il corpo di fabbrica settentrionale, più alto e dominato al centro da una torre «cappuccina», ospita gli spazi nobili. La pianta quadrata con cortile interno, inconsueta per questo genere di edifici, è probabilmente ripresa dall'antico castello.
Il portale principale, rivolto verso il paese, è ornato da un grande stemma della famiglia Calderari. Fra gli spazi interni, riccamente ornati da pitture barocche, notevole il salone delle feste che ha un'altezza di 11 m ed è accessibile dall'esterno grazie a uno scalone monumentale.
A nord del palazzo, un terrazzo domina la campagna sottostante, in passato disegnata a giardino e ora coltivata; dal giardino si dipartivano a tridente tre viali alberati, tuttora in parte esistenti, diretti rispettivamente a Belvignate, a Robecco e al fiume Adda.
Anche a sud del palazzo furono realizzati due assi prospettici: uno, l'attuale Via del Palazzo, termina dopo un breve percorso nei pressi della chiesa parrocchiale; l'altro, detto Viale dei Leoni, raggiungeva Melegnanello varcando il canale Muzza con un ponte ornato da quattro leoni in pietra. Dopo la distruzione del ponte, due leoni vennero posti ad ornamento del viale d'accesso alla cascina Mairaga sulla strada Lodi-Castiglione; gli altri due finirono sulla strada Mantovana ad Ospedaletto, lungo il viale d'accesso alla cascina Villafranca di Mezzo.

### Fonti
- Santino Langé, Ville della provincia di Milano. Lombardia 4, Milano, SISAR, 1972,  pp. 553-554, ISBN non esistente, SBN MIL0194097.
- Antonio Mazza e Ferruccio Pallavera, Castelli, rocche e torri. Storia delle fortificazioni tra Lambro, Adda e Po, prefazione di Marco Meschini, Bergamo, Bolis, 2013,  pp. 134-143, ISBN 978-88-7827-237-8.
- Dimore storiche. Forme dell'abitare a Lodi e nel territorio dal Medioevo all'Ottocento, testi di Mario Marubbi e Annunziata Miscioscia, fotografie di Antonio Mazza, Azzano San Paolo, Bolis, 2016,  pp. 203-204, ISBN 978-88-7827-330-6.

### Ulteriori approfondimenti
- Giovanni Agnelli, Lodi ed il suo territorio nella storia, nella geografia e nell'arte, Lodi, Lodigraf, 1990  [1917],  pp. 812-813, ISBN 88-7121-046-8.